# اساطیر فنیکا

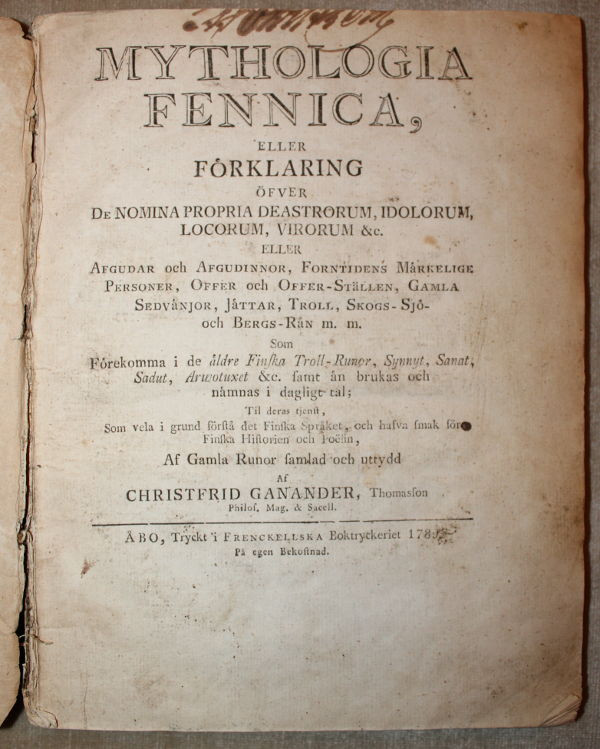
صفحه عنوان اولین ویرایش اساطیر فنیکا

اساطیر فنیکا (انگلیسی: Mythologia Fennica) (ت.ت. 'اسطوره‌شناسی فنلاندی') کتابی است که در سال ۱۷۸۹ درباره اسطوره‌شناسی فنلاندی به زبان سوئدی توسط کریستفرید گاناندر، یک کشیش فنلاندی، نوشته شده است.
اسطوره‌شناسی فنیکا شامل ۴۳۰ مدخل به ترتیب حروف الفبا از "AARNI" تا "YRJÄNÄ" است. مدخل‌ها شامل اساطیر فنلاندی، اشعار عامیانه، طلسم‌ها، اساطیر سامی و خدایان نورس هستند.
این اثر بر الیاس لونروت، گردآورنده حماسه «کالوالا» تأثیر گذاشت؛ در نتیجه، گاناندر بعدها به عنوان نوعی «لونروت پیش از لونروت» تلقی شد.

## انتشار و ترجمه
«اساطیر فنیکا» به عنوان ضمیمه‌ای برای یک فرهنگ لغت سوئدی-فنلاندی در نظر گرفته شده بود که قرار بود گاناندر آن را بنویسد اما ناتمام ماند. این اثر با تشویق و کمک هنریک گابریل پورتان، پدر تحقیقات تاریخی فنلاند، نوشته شد. این اثر در سال ۱۷۸۹ تکمیل شد اما ۴ سال بعد، پس از آنه که پورتان آن را بررسی کرد، منتشر شد. 
ترجمه آلمانی آن اساطیر فنیکا را شاعر استونیایی کریستین یاک پترسون در سال ۱۸۲۱ انجام داد.
این کتاب بارها، به ویژه در اواخر قرن بیستم، تجدید چاپ شده است.